# Kang Jong Sop
Kang Jong Sop of Kang Yong-sop (Koreaans: 강영섭) (Pyongyang, 15 oktober 1931 - aldaar, 21 januari 2012) was de voorzitter van het centraal comité van de Koreaanse Christelijke Federatie. 
Kang Jong Sop was de zoon van ds. Kang Jang Wook, de oom van de Noord-Koreaanse dictator Kim Il-sung. Net als zijn vader studeerde Kang Jong Sop theologie en werd hij dominee. Kang Jang Sop was aanvankelijk ambassadeur van Noord-Korea in Roemenië (1969) en Malta (1971). 
In februari 1989 werd Kang Jong Sop voorzitter van het centraal comité van de Koreaanse Christelijke Federatie en werd hij benoemd tot vicevoorzitter van de Koreaanse Raad van Religies en later bekleedde hij het vicevoorzitterschap van de Pan-Koreaanse Alliantie voor de Hereniging (1991-2012). In maart 1991 werd hij directeur van de Theologische Academie van Pjongjang. Van 1990 tot zijn dood in 2012 was hij ook lid van de Opperste Volksvergadering.

## Onderscheidingen
- Orde van Kim Il Sung (2002)

## Verwijzingen
1. ↑  http://news.kukinews.com/article/view.asp?page=1&gCode=kmi&arcid=0005765684&cp=nv
2. ↑  https://vtncankor.wordpress.com/2012/01/23/north-korean-church-leader-kang-yong-sop-dies/. Gearchiveerd op 7 december 2022.